# Герстайм
Герстайм (фр. Gerstheim) — коммуна на северо-востоке Франции в регионе Гранд-Эст (бывший Эльзас — Шампань — Арденны — Лотарингия), департамент Нижний Рейн, округ Селеста-Эрстен, кантон Эрстен.

## Географическое положение
Коммуна расположена на расстоянии около 400 км на восток от Парижа и в 23 км южнее Страсбура.
Площадь коммуны — 16,42 км², население — 2937 человек (2006) с тенденцией к росту: 3297 человек (2013), плотность населения — 200,8 чел/км².

## Население
Население коммуны в 2011 году составляло 3242 человека, в 2012 году — 3249 человек, а в 2013-м — 3297 человек.
| 1962 | 1968 | 1975 | 1982 | 1990 | 1999 | 2006 | 2008 | 2011 | 2012 | 2013 |
| ---- | ---- | ---- | ---- | ---- | ---- | ---- | ---- | ---- | ---- | ---- |
| 1690 | 2057 | 2830 | 3008 | 2808 | 2785 | 2937 | 3096 | 3242 | 3249 | 3297 |

Динамика населения:

## Экономика
В 2010 году из 2043 человек трудоспособного возраста (от 15 до 64 лет) 1580 были экономически активными, 463 — неактивными (показатель активности 77,3 %, в 1999 году — 71,1 %). Из 1580 активных трудоспособных жителей работали 1427 человек (754 мужчины и 673 женщины), 153 числились безработными (70 мужчин и 83 женщины). Среди 463 трудоспособных неактивных граждан 174 были учениками либо студентами, 177 — пенсионерами, а ещё 112 — были неактивны в силу других причин.

## Достопримечательности (фотогалерея)

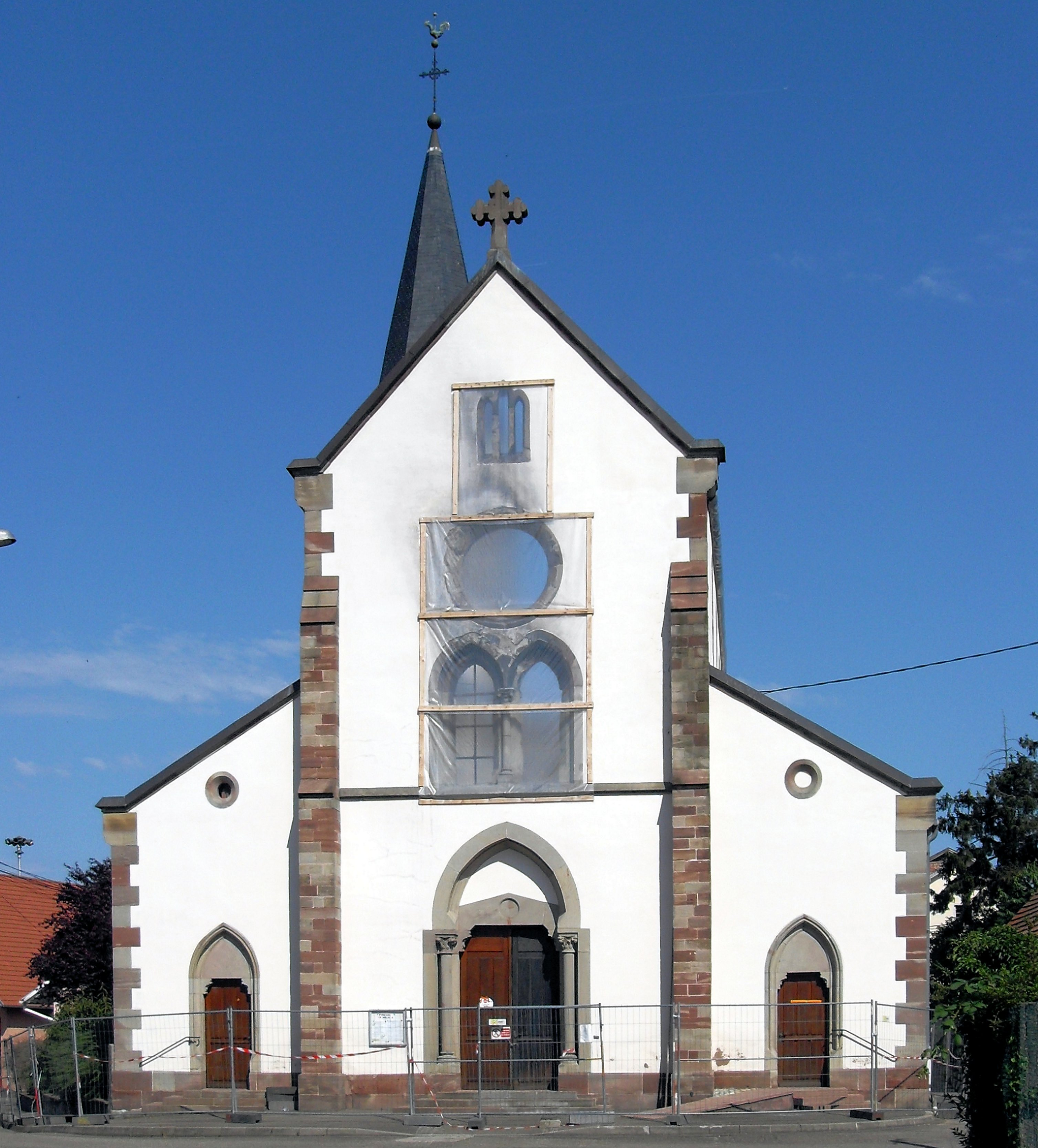
Католическая церковь Сен-Дени
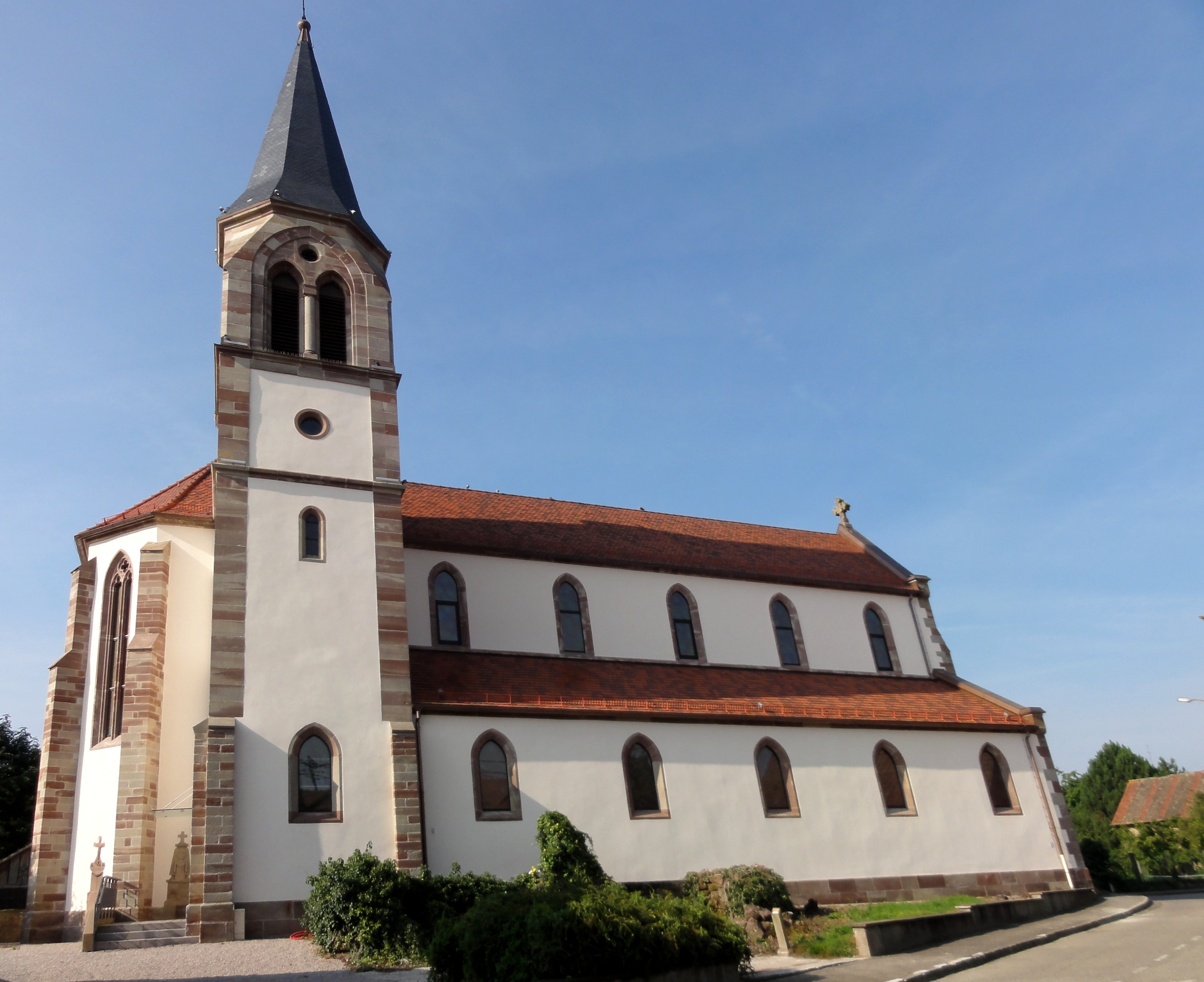
Колокольня церкви Сен-Дени
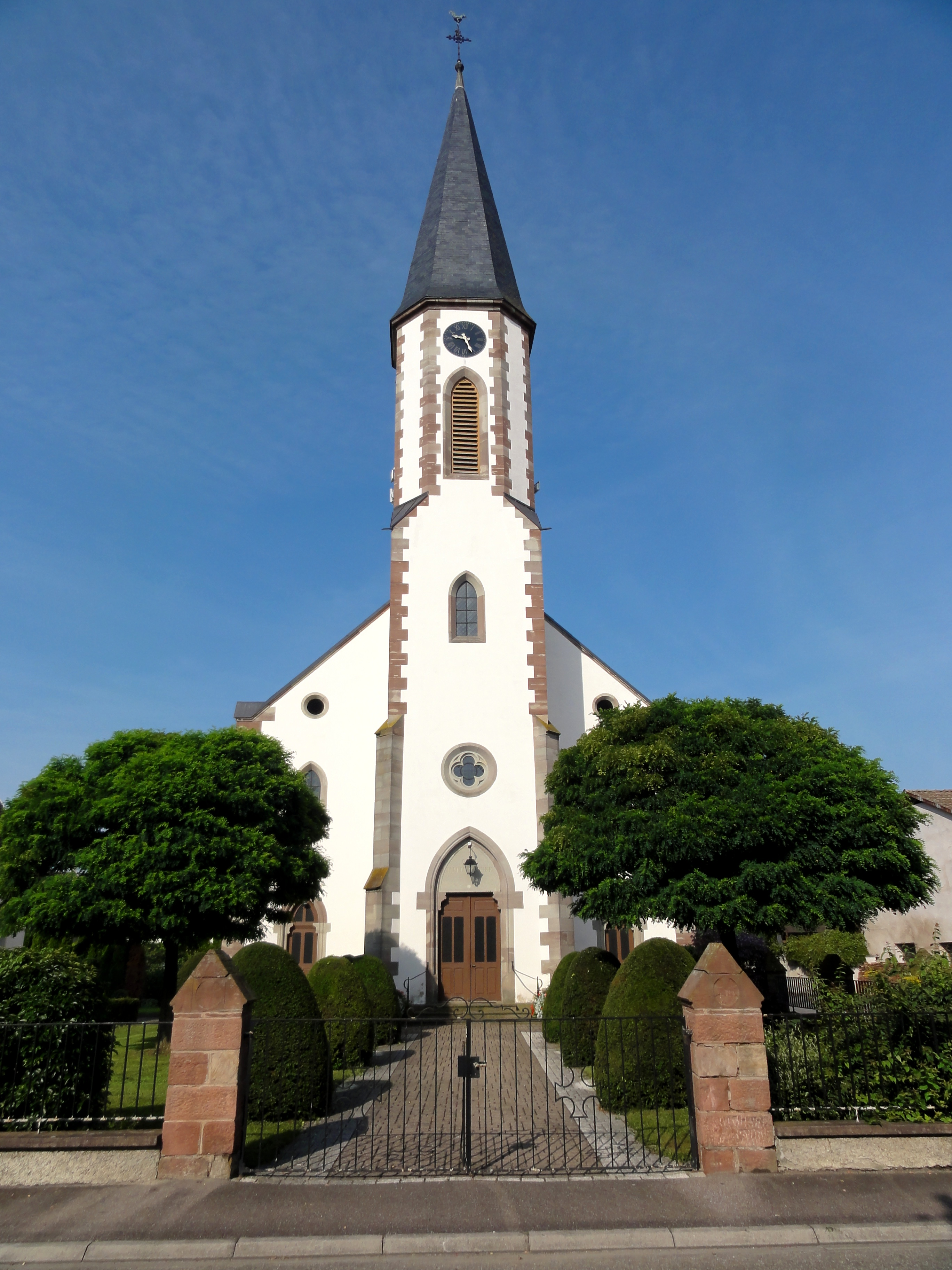
Протестантская церковь